# Coleophora polonicella
Coleophora polonicella is een vlinder uit de familie kokermotten (Coleophoridae). De wetenschappelijke naam is voor het eerst geldig gepubliceerd in 1865 door Zeller.
De soort komt voor in Europa.